# Louis Nicolas de Clerville
Louis Nicolas de Clerville, dit le plus souvent le chevalier de Clerville, né en 1610 et mort en 1677, est un ingénieur des fortifications français.

## Biographie

### Carrière militaire
Il commence sa carrière militaire sur les galères en Méditerranée. Il participe ensuite à la guerre de Trente Ans au régiment de Noailles, et devient ingénieur militaire en 1643.

### Carrière d’ingénieur militaire
Il lève la première carte d’Auvergne en 1642. Le 7 février 1643, il contribue à la victoire de Quincy à Avesnes, puis est à la bataille de Fribourg l’année suivante (régiment Mazarin-Français). En 1645, il combat sous les ordres du duc de Fronsac en Morée, et en 1646, participe à l’assaut terrestre de la tour des Salines du golfe de Télamon. Il participe également aux opérations en Toscane, se fait remarquer à la prise de Piombino et participe à la bataille de Crémone comme maréchal de bataille.
Il prend le parti du roi pendant la Fronde. Il y dirige de nombreux sièges, notamment dans l’est de la France. En 1652, sa fidélité au roi et au cardinal Mazarin lui vaut le grade de maréchal de camp ; l’année suivante, il commande les sièges menés par l’armée royale, dont celui de Sainte-Menehould avec Vauban, jeune cadet, sous ses ordres. Il s’y forge une grande réputation.
En 1659, la création de la charge de Commissaire général des fortifications est décidée en sa faveur pour lui par Mazarin, après la prise de Dunkerque. Il l’obtient définitivement en 1662.
Pour soumettre la ville de Marseille rebelle et améliorer la défense de son port, il est chargé de la construction du fort Saint-Nicolas (1660-1664) et du fort Saint-Jean (1668-1671), ce dernier achevé ensuite par Vauban.
En 1664, il est chargé par Colbert de dessiner les plans de transformation du château Trompette de Bordeaux en citadelle bastionnée .

### Le canal du Midi et Sète
En 1663-1666, il est membre de la commission chargée d’évaluer le projet de canal du Midi et en fait les devis. Très favorable au projet, mais qu’il conçoit de manière moins grandiose que Riquet, il choisit l’emplacement du port de Sète proche de la mer (alors que le projet initial prévoyait un port lagunaire) et délègue la surveillance des travaux à Alexis de La Feuille de Merville. Il se rend fréquemment sur le chantier, excepté durant la période 1671-1675 durant laquelle il est trop accaparé par ses tournées d’inspection.
C’est également lui qui prépare le chantier de construction du port de Sète (au milieu des années 1660) et rédige le rapport sur l’envasement du port, tout en préparant les plans de la ville, encore quelques semaines avant sa mort.

### Fin de carrière
Après une première reconnaissance en 1661, il participe à l’expédition du duc de Beaufort en 1664 sur les côtes barbaresques.
En 1664, il produit un audit de l'activité du port de Rouen et propose la création d'une Chambre générale des assurances qui sera suivie par Colbert.
En 1667, son projet de citadelle pour Lille est délaissé pour celui de Vauban, qui devient ainsi l’ingénieur préféré du régime et l’évince petit à petit. Il conserve cependant une très importante activité de surveillance des travaux de fortification dans tout le royaume. En 1668, il est envoyé inspecter le Roussillon, nouvelle province française, afin d’en retourner les défenses contre l’Espagne, et d’améliorer le système défensif. Il propose Port-Vendres comme place littorale clé et refuge pour la flotte de Méditerranée. Ses choix sont critiqués par ses subordonnés, mais approuvés par Vauban.
En 1670, Colbert lui demande de cartographier les côtes occidentales de France.
Après avoir produit un premier mémoire sur l’aménagement de Brest, il en conduit les travaux, dont la plus grosse part est achevée en 1672, mais se poursuivent après sa mort sous la conduite de Pierre de Massiac.

### Sources et bibliographie
- Anne Blanchard, « Louis Nicolas de Clerville », Actes du colloque « Vauban et ses successeurs dans les ports du Ponant et du Levant », Brest, 16-19 mai 1993, publiés dans Vauban et ses successeurs dans les ports du Ponant et du Levant, Paris, Association Vauban,‎ 2000, p. 115-142 également publié dans Les cahiers de Montpellier no 38, tome II/1998, Histoire et Défense, Université Paul-Valéry
- Nicolas Janberg, « Louis Nicolas de Clerville », notice biographique, Structurae.fr, en ligne , consulté le 17 juin 2007
- Gérard Folio, Notice biographique in « La citadelle et la place de Saint-Jean-Pied-de-Port, de la Renaissance à l’époque contemporaine », in Cahier du Centre d’études d’histoire de la défense no 25 Histoire de la fortification, 2005  (ISBN 2-11-094732-2), en ligne , consulté le 17 juin 2007, p 5
- François-Yves Le Blanc, « L'œuvre de Clerville en Aunis et la genèse de l'arsenal de Rochefort », in Rochefort et la mer n° 18 : L’urbanisme dans les villes portuaires de l'Atlantique (XVIIe – XVIIIe siècles), Publications de l’université francophone d’été Saintonge-Québec, p. 21,  (ISBN 2-905735-30-9)
- Michel Vergé-Franceschi (dir.), Dictionnaire d’Histoire maritime, Paris, éditions Robert Laffont, coll. « Bouquins », 2002, 1508 p. (ISBN 2-221-08751-8 et 2-221-09744-0).
- Rémi Désalbres, « Paysage ancien du littoral aquitain : l'apport des cartes topographiques inédites du chevalier de Clerville (1666-1677) » ; bulletin de la Société de Borda, Dax, 2005 n°480 p. 591-604